# سيرجيو ريكاردو دوس سانتوس جونيور
سيرجيو ريكاردو دوس سانتوس جونيور (بالبرتغالية: Sérgio Ricardo dos Santos Júnior‏) (3 ديسمبر 1990 في سانتوس، ساو باولو في البرازيل – )؛ هو لاعب كرة قدم سابق كان يلعب كلاعب وسط.

## وصلات خارجية
- سيرجيو ريكاردو دوس سانتوس جونيور على موقع رابطة كرة القدم اليابانية للمحترفين (اليابانية)
- سيرجيو ريكاردو دوس سانتوس جونيور على موقع قاعدة بيانات كرة القدم.إي يو (الإنجليزية)
- سيرجيو ريكاردو دوس سانتوس جونيور على موقع Soccerway.com (الإنجليزية)
- سيرجيو ريكاردو دوس سانتوس جونيور على موقع عالم كرة القدم.نت (الإنجليزية)